# Stade Beira-Rio
Le stade José-Pinheiro-Borda, également connu sous le nom de stade Beira-Rio ou Gigante da Beira Rio, est un stade de football situé à Porto Alegre au Brésil, d'une capacité pour 50 128 spectateurs. Le stade appartient au Sport Club Internacional, qui y joue ses matchs à domicile. Le stade est retenu et rénové pour abriter plusieurs matches de la Coupe du monde 2014.

## Événements
- Finale de la Copa Libertadores 1980, 30 juillet 1980
- Finale de la Copa Libertadores 2005, 6 juillet 2005
- Finale de la Copa Libertadores 2006, 16 août 2006
- Finale de la Recopa Sudamericana, 7 juin 2007 et 25 juin 2009
- Finale de la Copa Sudamericana 2008, 3 décembre 2008
- Finale de la Copa Libertadores 2010, 18 août 2010

### Coupe du monde de football de 2014
Le Beira-Rio accueille des rencontres de la Coupe du monde de football de 2014.
| Date         | Heure (UTC-3) | Équipe 1     | Équipe 2  | Score            | Buteurs                                              | Tour                | Affluence |
| ------------ | ------------- | ------------ | --------- | ---------------- | ---------------------------------------------------- | ------------------- | --------- |
| 15 juin 2014 | 16:00         | France       | Honduras  | 3 – 0            | Benzema (X2) , Valladares (CSC)                      | 1er tour, groupe E  | 43 012    |
| 18 juin 2014 | 13:00         | Australie    | Pays-Bas  | 2 – 3            | Cahill, Jedinak (SP) - Robben, van Persie, Memphis   | 1er tour, groupe B  | 42 877    |
| 22 juin 2014 | 16:00         | Corée du Sud | Algérie   | 2 – 4            | Son, Koo J.-C. - Slimani, Halliche , Djabou, Brahimi | 1er tour, groupe H  | 42 732    |
| 25 juin 2014 | 13:00         | Nigeria      | Argentine | 2 – 3            | Musa (X2) - Messi (X2) , Rojo                        | 1er tour, groupe F  | 43 285    |
| 30 juin 2014 | 17:00         | Allemagne    | Algérie   | 0 – 0 (2 – 1 ap) | Schürrle, Özil - Djabou                              | Huitièmes de finale | 43 063    |

## Galerie

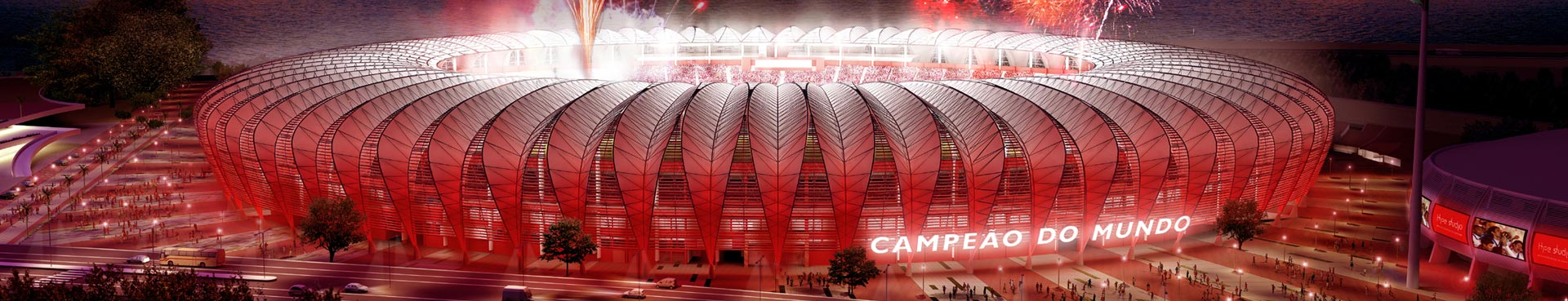
Projet pour 2014